# NWA 1934
NWA 1934 (Northwest Africa 1934) とは、CVコンドライトに属する石質隕石の1つである。

## 概要
NWA 1934は、モロッコのRissaniで2003年6月に発見された隕石である。総重量は8kgある。

## 鉱物
NWA 1934からは、12種類の鉱物が発見されている。このうち、クロット石 (Krotite) とブリアリー石 (Brearleyite)は、NWA 1934から発見された新種の鉱物である。このうちクロット石は、CaAl2O4という、シンプルであるがこれまでに発見されていなかった組成を持つ。クロット石は1500℃以上の高温と、低圧の条件下で生成される化学物質であり、この条件は太陽系の形成初期のものと一致する。このためクロット石は、太陽系の初期まで遡れる珍しい鉱物であると推定されている。太陽系の全ての鉱物は、こういった最も初期の鉱物が素となっているので、重要である。より複雑なカルシウムとアルミニウムの酸化物は地球上でも発見されているが、クロット石やそれに近い組成を持つ鉱物は隕石中でしか発見されていない。